# Basiliano
Basiliano is een gemeente in de Italiaanse provincie Udine (regio Friuli-Venezia Giulia) en telt 5029 inwoners (31-12-2004). De oppervlakte bedraagt 42,9 km², de bevolkingsdichtheid is 117 inwoners per km².
De volgende frazioni maken deel uit van de gemeente: Basagliapenta, Blessano, Orgnano, Vaiano, Villaorba, Vissandone.

## Demografie
Basiliano telt ongeveer 1959 huishoudens. Het aantal inwoners daalde in de periode 1991-2001 met 2,3% volgens cijfers uit de tienjaarlijkse volkstellingen van ISTAT.
| Jaar | Inwoneraantal |
| ---- | ------------- |
| 1991 | 5007          |
| 2001 | 4894          |

## Geografie
De gemeente ligt op ongeveer 77 m boven zeeniveau.
Basiliano grenst aan de volgende gemeenten: Campoformido, Codroipo, Fagagna, Lestizza, Martignacco, Mereto di Tomba, Pasian di Prato, Pozzuolo del Friuli.